# Susukan (Campaka)
Susukan is een bestuurslaag in het regentschap Cianjur van de provincie West-Java, Indonesië. Susukan telt 7565 inwoners (volkstelling 2010).